# Phare Punta Santa Ana
Le phare Punta Santa Ana (ou phare Bernardo O'Higgins) est un phare situé sur la péninsule de Brunswick sur le site du Fort Bulnes au Chili. Il permet aux navires empruntant le détroit de Magellan de se guider.